# FRS Syltfähre
Die FRS Syltfähre (auch als Syltfähre bezeichnet; ehem. Rømø-Sylt Linie) ist eine neun Seemeilen lange Fährverbindung zwischen dem Fährhafen von Havneby auf der dänischen Insel Rømø und List auf der deutschen Nachbarinsel Sylt.

## Geschichte

Die Rømø-Sylt Fährlinie

Am 7. Juli 1963 wurde die von der Lindinger Reederei betriebene Fährverbindung eröffnet. Zunächst wurden nur Personen transportiert, doch schon Ende des Jahres 1963 kam die erste kombinierte Auto- und Personenfähre zum Einsatz. Im Jahr 1979 übernahm die Flensburger Förde Reederei (heute Förde Reederei Seetouristik – FRS) diese Linie aus der Insolvenzmasse der Lindinger Reederei und betreibt diese Fährverbindung mit dem Tochterunternehmen „FRS Syltfähre GmbH & Co. KG“ (ehem. Rømø-Sylt Linie GmbH & Co. KG) bis heute. Diese Fährverbindung stellt für den motorisierten Individualverkehr von und nach Sylt die einzige Alternative zum Autozugverkehr über den Hindenburgdamm dar.
Die Fahrzeit auf der Verbindung beträgt heute etwa 35 bis 40 Minuten und führt durch das Lister Tief.

## Schiffe auf dieser Fährverbindung

### Ausgemusterte Einheiten

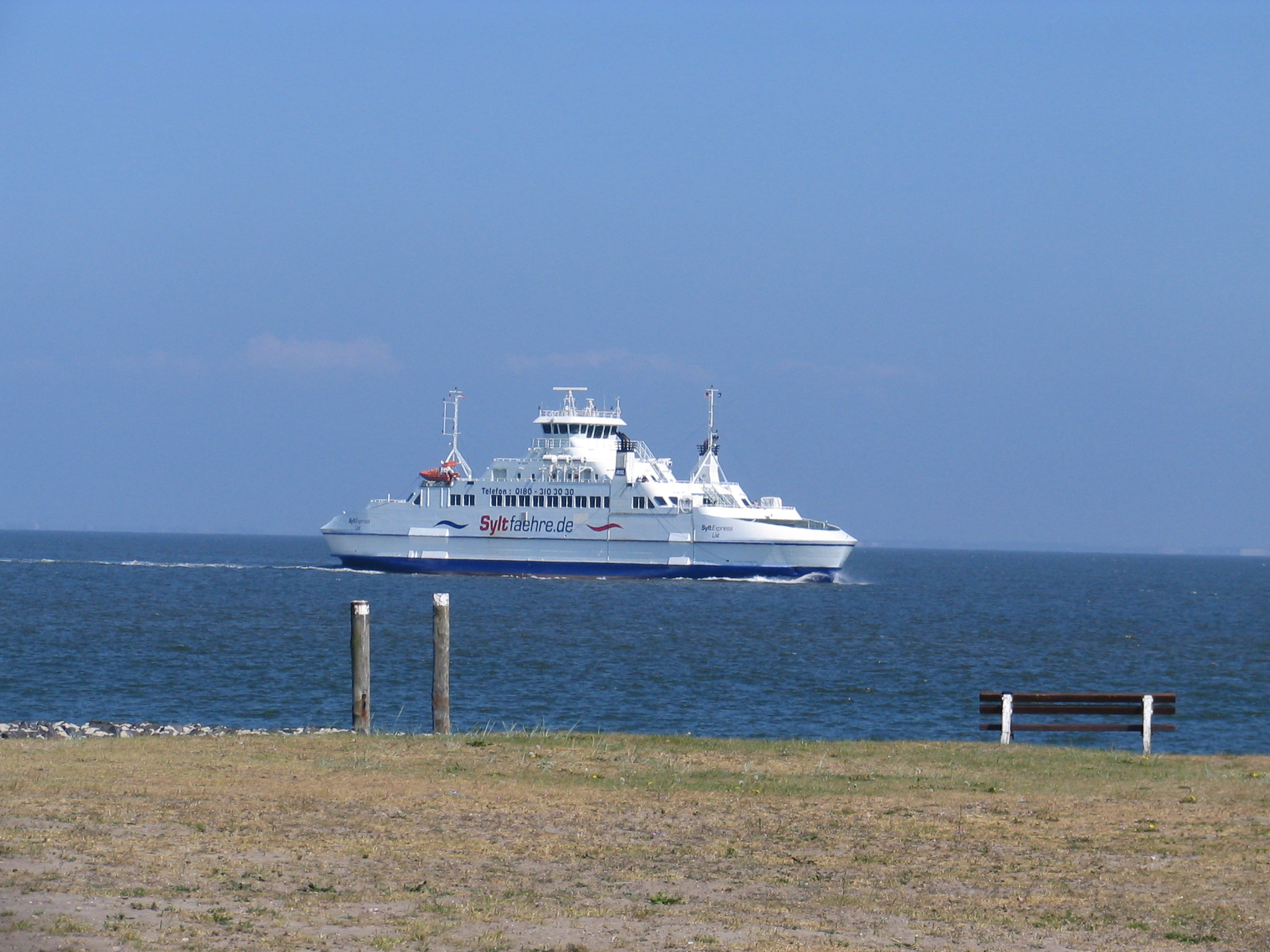
Die aktuelle Syltfähre SyltExpress kurz vor dem Hafen von List

- Rømø (I): Personenfähre für 240 Passagiere (1963–1966)
- Anö: Autofähre für 100 Passagiere und 25 Pkw (1963–1967)
- Friesland: Personenfähre für 200 Passagiere (1964–1967)
- Sylt: Autofähre für 250 Passagiere und 28 Pkw (1966–1976)
- Egeskov: Autofähre für 350 Passagiere und 14 Pkw (1967)
- Rømø (II): Autofähre für 350 Passagiere und 37 Pkw (1967–1974)
- Adriana: Personenfähre für 200 Passagiere (1970)
- Mrs Sippi (ex Römö (I)): Personenfähre für 240 Passagiere (1971–1978)
- Westerland: Autofähre für 400 Passagiere und 55 Pkw (1971–1983 und 1991–2005) – verkauft
- Vikingland: Autofähre für 585 Passagiere und 65 Pkw (1974–2005) – verkauft

### Aktuell eingesetzte Fährschiffe
- SyltExpress: Doppelendfähre für 599 Passagiere und 76 Pkw (seit 2005)
- Romoexpress (ex-Tresfjord): Doppelendfähre (seit 2019)

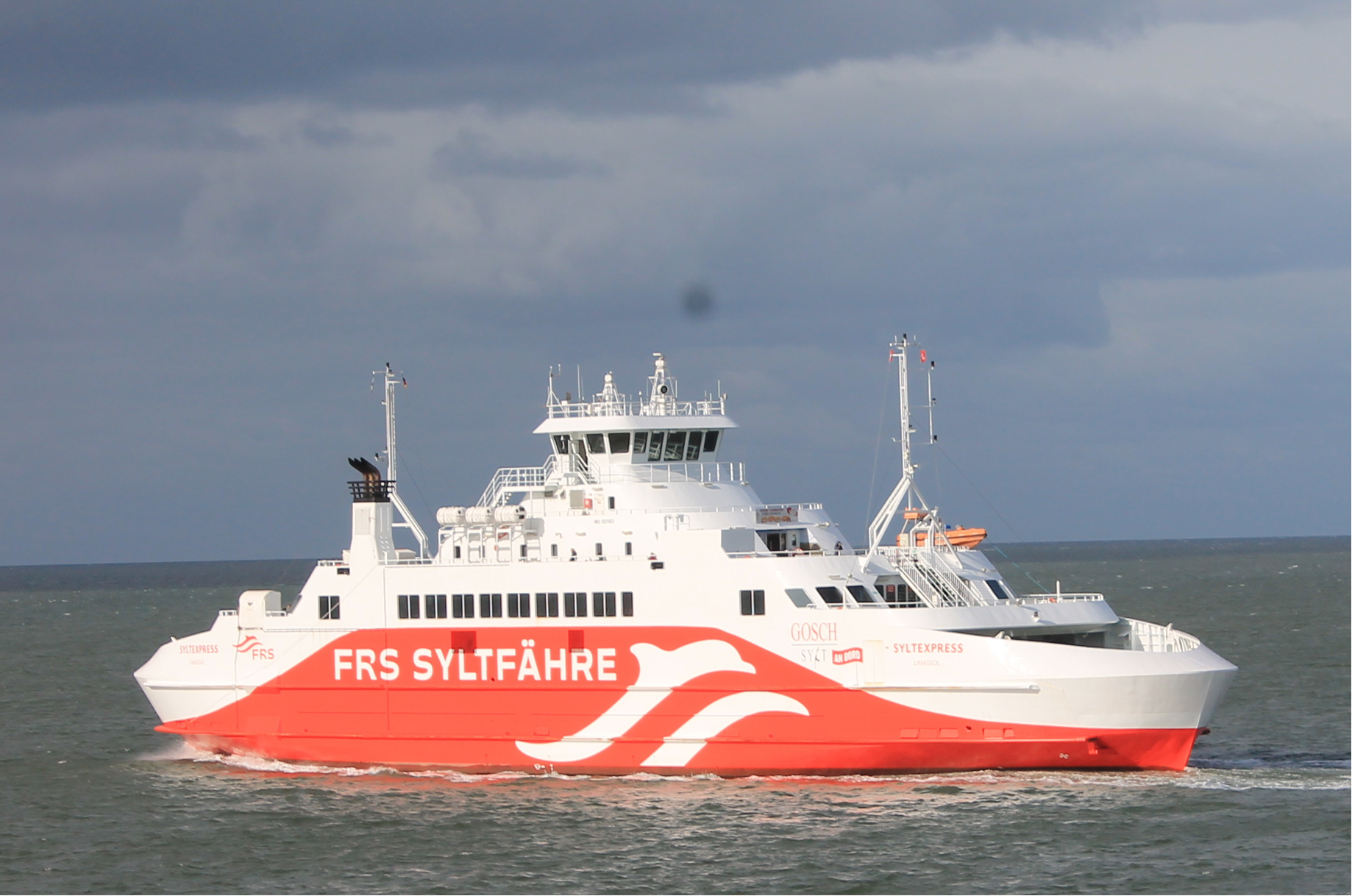
SyltExpress auf See
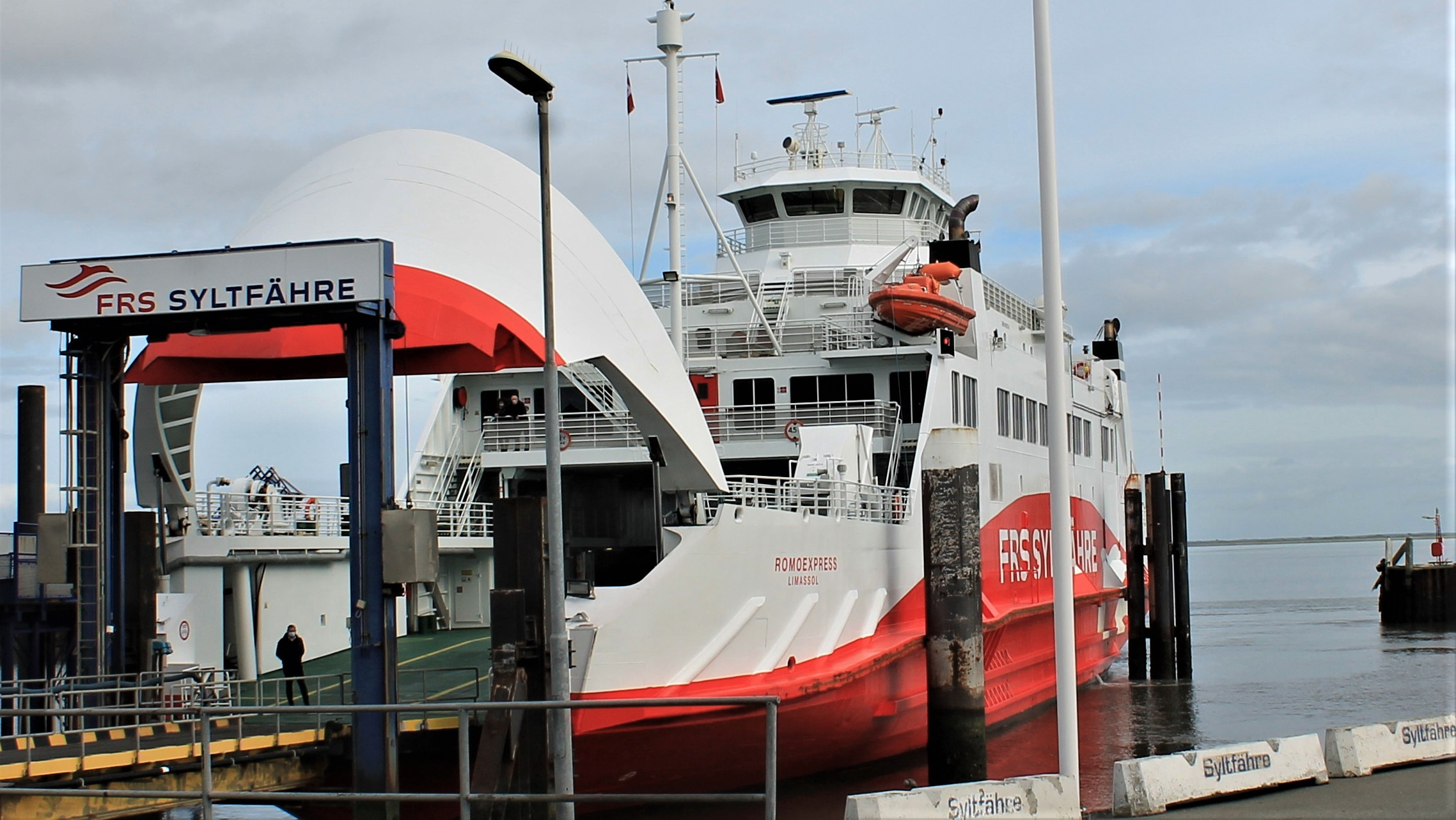
Romoexpress in Havneby

## Verbleib ausgewählter Einheiten

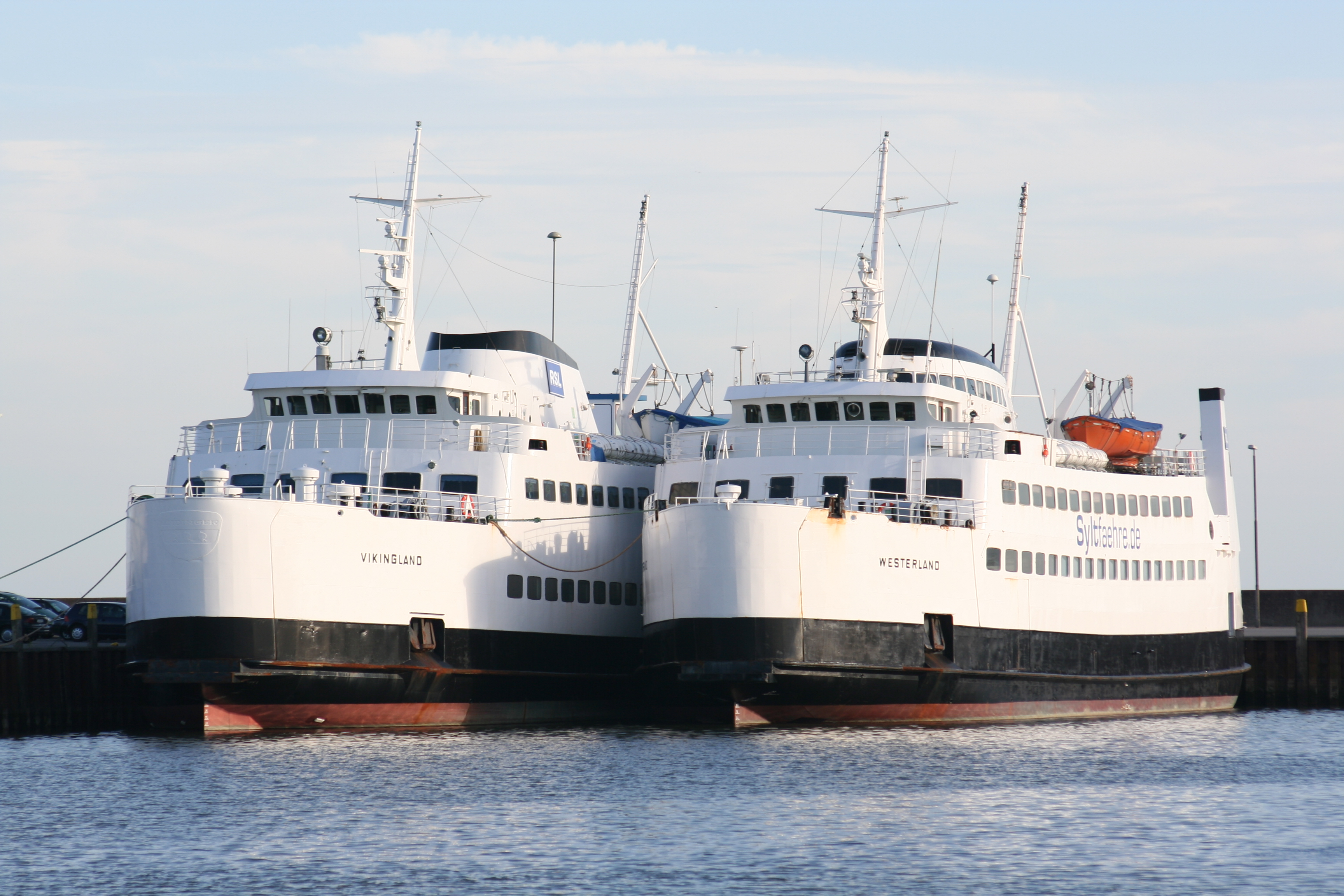
Westerland und Vikingland unmittelbar nach ihrer Ausmusterung im Hafen von Havneby

Die Westerland (Baujahr 1971, Husumer Schiffswerft) verließ am 4. November 2006 den Hafen von Havneby zu ihrer letzten Fahrt in deutschen Gewässern. Auf der Husumer Schiffswerft wurde die ehemalige Fähre auf ihre Atlantiküberfahrt vorbereitet. Im Februar 2007 kam sie ohne nennenswerte Zwischenfälle an ihrem neuen Einsatzort, den Fidschi-Inseln an, wo sie weiter als Fähre unter ihrem alten Namen eingesetzt wurde.
Das Schwesterschiff Vikingland (Baujahr 1974, Husumer Schiffswerft) wurde Ende 2007 an den Italienischen Saipem-Konzern  mit Sitz in Mailand verkauft. Nach grundlegenden Umbauten im Jahr 2008 wird sie unter dem Namen Ersai 3 als Versorgungs- und Werkstattschiff für die Ölindustrie im Kaspischen Meer vor der Küste Kasachstans eingesetzt. Das Schiff fährt unter der Flagge Kasachstans, neuer Heimathafen ist Limassol auf Zypern.